# Millbrook, Alabama
Millbrook là một thành phố thuộc quận Elmore, tiểu bang Alabama, Hoa Kỳ. Dân số năm 2009 là 16893 người, mật độ đạt 509 người/km².